# Карстолово (Волосовский район)
Ка́рстолово (фин. Karstala) — деревня в Бегуницком сельском поселении Волосовского района Ленинградской области.

## История
На карте Ингерманландии А. И. Бергенгейма, составленной по шведским материалам 1676 года, упоминается как деревня Karstella.
На шведской «Генеральной карте провинции Ингерманландии» 1704 года — как деревня Karstela.
На карте Санкт-Петербургской губернии Я. Ф. Шмидта 1770 года — как деревня Карстово.
Деревня являлась вотчиной императора Александра I.
Деревня Карстова, состоящая из 30 крестьянских дворов, обозначена на карте Санкт-Петербургской губернии Ф. Ф. Шуберта 1834 года.

КАРСТОЛОВО — деревня принадлежит государю великому князю Михаилу Павловичу, число жителей по ревизии: 49 м. п., 48 ж. п. (1838 год)

Согласно карте Ф. Ф. Шуберта 1844 года деревня также состояла из 30 дворов, но называлась Корстова.
На этнографической карте Санкт-Петербургской губернии П. И. Кёппена 1849 года она обозначена как деревня «Karstala», расположенная в ареале расселения савакотов. В пояснительном тексте к этнографической карте она записана как деревня Karstala (Кастолово) и указано количество её жителей на 1848 год: 43 м. п., 71 ж. п., всего 114 человек.

КОРСТАЛОВА — деревня Ораниенбаумского дворцового правления, по просёлочной дороге, число дворов — 25, число душ — 47 м. п. (1856 год)

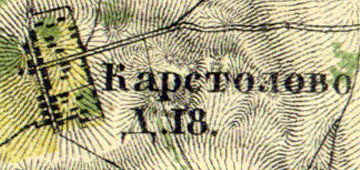
Деревня Карстолово на карте 1860 года

Согласно «Топографической карте частей Санкт-Петербургской и Выборгской губерний» 1860 года деревня называлась Карстолово и состояла из 18 крестьянских дворов.

КАРСТОЛОВО — деревня Ораниенбаумского дворцового ведомства при колодцах, по правую сторону Нарвского шоссе, в 60 верстах от Петергофа, число дворов — 21, число жителей: 44 м. п., 48 ж. п. (1862 год)

Сборник Центрального статистического комитета описывал деревню так:

КАРСТОЛОВА — деревня бывшая владельческая, дворов — 22, жителей — 121. Лавка. (1885 год)

В конце XIX — начале XX века деревня административно относилась к Бегуницкой волости 2-го стана Петергофского уезда Санкт-Петербургской губернии. Население деревни было исключительно финским.
По данным «Памятной книжки Санкт-Петербургской губернии» за 1905 год лесные дачи Корстолово и Коростовицы общей площадью 1080 десятин принадлежали герцогам Мекленбург-Стрелицким и принцессе Саксен-Альтенбургской. Кроме того 451 десятина земли принадлежала «Обществу крестьян деревни Карстолово».
С 1917 по 1921 год деревня Карстолово входила в состав Карстоловского сельсовета Бегуницкой волости Петергофского уезда.
С 1921 года в составе Коростовицкого сельсовета.
С 1923 года в составе Гатчинского уезда.
С 1924 года в составе Местановского сельсовета.
Согласно переписи населения СССР 1926 года в деревне Карстолово Местановского сельсовета Бегуницкой волости Троцкого уезда проживали 67 человек, большинство финны, а также русские и эстонцы.
С 1927 года в составе Волосовского района.
По данным 1933 года деревня называлась Корстолово и входила в состав Местановского сельсовета Волосовского района.

План деревни Карстолово. 1938 год

Согласно топографической карте 1938 года деревня насчитывала 17 дворов.
В 1940 году население деревни Карстолово составляло 102 человека.
C 1 сентября 1941 года по 31 декабря 1943 года деревня находилась в оккупации.
С 1963 года в составе Кингисеппского района.
С 1965 года вновь в составе Волосовского района. В 1965 году население деревни Карстолово составляло 57 человек.
По данным 1966 года деревня называлась Карстолово и также находилась в составе Местановского сельсовета.
По административным данным 1973 и 1990 годов деревня Карстолово входила в состав Бегуницкого сельсовета.
В 1997 году в деревне Карстолово проживали 10 человек, в 2002 году — 16 человек (русские — 94 %), в 2007 году — 9.

## География
Деревня расположена в пределах Ижорской возвышенности, в северной части района на автодороге 41К-043 (Карстолово — Черенковицы — Терпилицы, с подъездом к дер. Коростовицы).
Расстояние до административного центра поселения — 8 км.
Расстояние до ближайшей железнодорожной станции Волосово — 33 км.
К западу от деревни находится лесное озеро Коростовицкое.

## Демография
| 1838 | 1848 | 1862 | 1885 | 1940 | 1965 | 1997 |
| ---- | ---- | ---- | ---- | ---- | ---- | ---- |
| 97   | ↗114 | ↘92  | ↗121 | ↘102 | ↘57  | ↘10  |
| 2002 | 2007 | 2010 | 2017 |      |      |      |
| ↗16  | ↘9   | ↗15  | ↘4   |      |      |      |

### Национальный состав
Согласно данным Всероссийской переписи населения 2021 года в деревне проживали 3 человека, все русские.

## Улицы
Турново.